# Libertyville (Alabama)
Pour les articles homonymes, voir Libertyville (homonymie).
Libertyville est une ville du comté de Covington située dans l'État d'Alabama, aux États-Unis,.
Elle est incorporée en 1967.

## Démographie
| 1970 | 1980 | 1990 | 2000 | 2010 |
| ---- | ---- | ---- | ---- | ---- |
| 141  | 141  | 133  | 106  | 117  |

## Source de la traduction
- (en) Cet article est partiellement ou en totalité issu de l’article de Wikipédia en anglais intitulé « Libertyville, Alabama » (voir la liste des auteurs).